# Кадіївська міська територіальна громада
Кадіївська міська громада — номінально утворена громада в Україні, в Алчевському районі Луганської області. Адміністративний центр — місто Кадіївка. Територія громади окупована військами РФ.
Площа громади — 662,7 км², населення — 216,89 тисяч мешканців (2020).

## Населені пункти
У складі громади: міста: Алмазна, Брянка, Голубівка, Ірміно, Кадіївка, Сокологірськ;  селища: Вергулівка, Ганнівка, Глибокий, Голубівське, Донецький, Калинове, Криничанське, Криничне, Ломуватка, Молодіжне, Новий, Сентянівка, Старе, Тавричанське, Южна Ломуватка; села: Бердянка, Березівське, Богданівка, Веселогорівка, Весняне, Дачне, Зарічне, Калинове-Борщувате, Надарівка, Оленівка, Польове, Степанівка, Червоний Лиман.